# Jiuxianqiao, Shandong
Jiuxianqiao (kinesiska: 酒仙桥街道, 酒仙桥) är en socken i Kina. Den ligger i provinsen Shandong, i den östra delen av landet, omkring 120 kilometer söder om provinshuvudstaden Jinan. Antalet invånare är 33 991. Befolkningen består av 16 400 kvinnor och 17 591 män. Barn under 15 år utgör 13,0 %, vuxna 15-64 år 76 %, och äldre över 65 år 9,0 %.
Genomsnittlig årsnederbörd är 737 millimeter. Den regnigaste månaden är juli, med i genomsnitt 241 mm nederbörd, och den torraste är januari, med 6 mm nederbörd.